# 물까치
물까치(학명: Cyanopica cyanus)는 참새목 까마귀과의 한 종으로, 한국에서는 텃새이다.물까치는 아름다운 외형뿐 아니라 사회적 행동과 높은 지능, 문화적 의미까지 겸비한 새로한국 자연과 전통 속에서 중요한 존재이다. 머리는 검은색이며, 등은 회색, 날개와 꼬리는 파란색을 띤다. 까마귀과의 다른 새들에 비해 꼬리가 굉장히 길쭉하다. 배는 흰색과 회색이 섞인 듯한 색을 띤다. 먹이는 까치가 먹는 것과 비슷하다.

## 분포

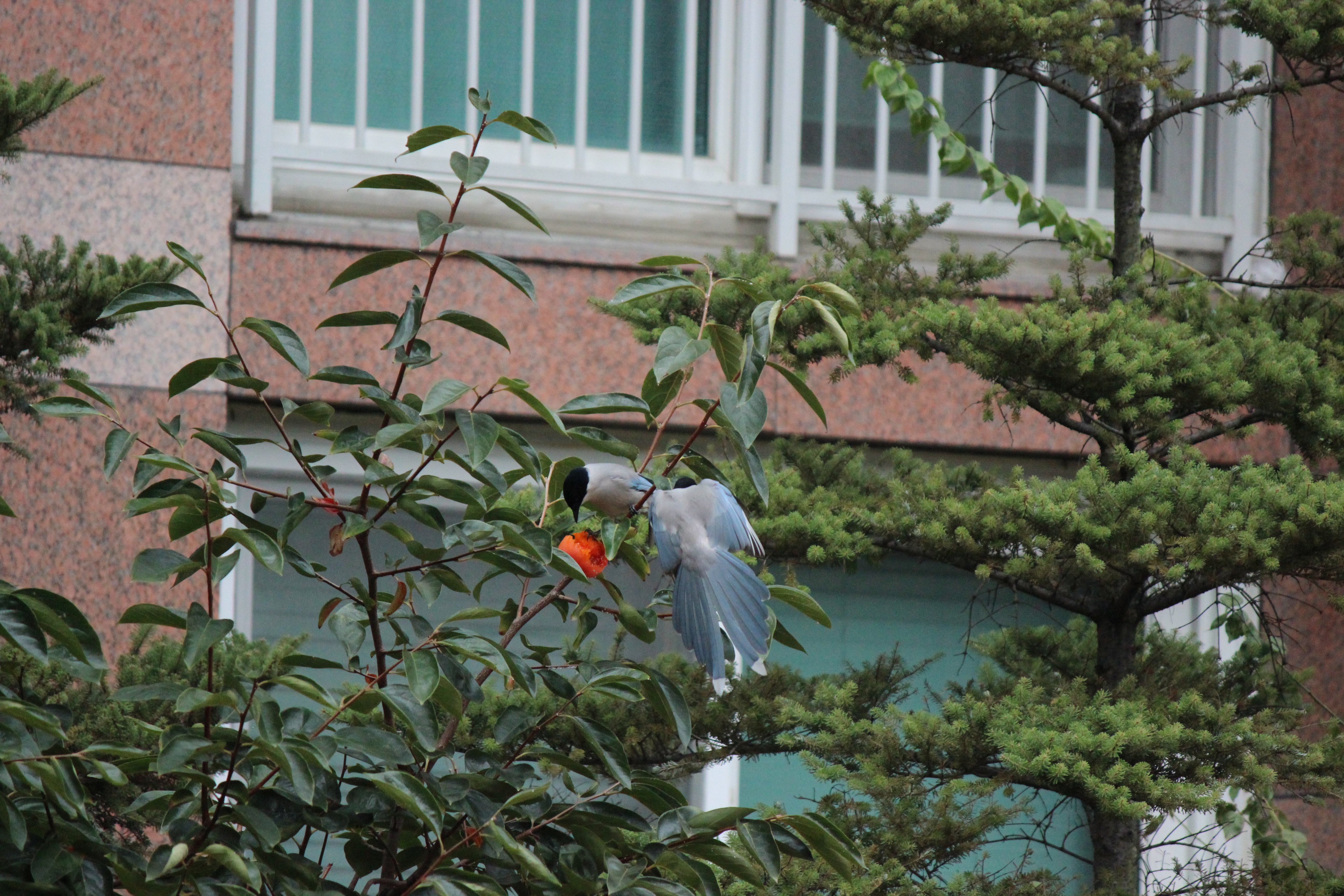
감 먹는 물까치(용인 청명호수마을)

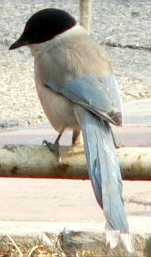
중국에서 촬영된 개체.

극동아시아에 널리 퍼져 있는데 한반도, 일본, 중국 화북지역과 만주지역, 몽골 북부, 부랴티야에서 발견된다. 포르투갈 남부에 사는 이베리아까치가 한때 동종으로 분류되었던 적이 있으나, 2000년대 초 유전자 분석 결과 서로 다른 종임이 밝혀졌다. 이베리아 개체군이 별도의 종임이 밝혀지기 전까지는 유라시아 대륙 동서 양 극단에 나뉘어 분포하는 특이한 새로 알려져 있었으며, 15세기 일본의 남만교역선에 묻어간 것이라는 전설마저 있었다.
일본에서는 서식지가 점점 좁아지는 경향에 있는데, 1970년대까지는 혼슈 전역과 규슈 일부에서 관찰되었으나 1980년대 이후 서일본에서는 텃새로서 찾아볼 수 없게 되었다. 현재는 후쿠이현 이동, 가나가와현 이북에서만 관찰된다. 불과 10년만에 서일본 개체군이 자취를 감춘 것인데, 원인은 전혀 알려져 있지 않다. 까치와의 경쟁에서 패한 것이라는 설 등이 있다. 그런데 메이지 시대 이전의 자료(『화한삼재도회』 등)를 보면 기나이 지방에서는 물까치를 전혀 볼 수 없다고 기록되어 있다. 그렇다면 어쩌면 근현대 들어서 일시적으로 서일본에 진출했다가 후퇴한 것일 가능성도 있다. 다만 전근대 자료에서는 물까치와 긴꼬리딱새를 혼동하고 있는 예(『야마토본초』 등)가 많이 있기 때문에, 전근대 자료의 물까치에 관한 서술을 어디까지 신용할 수 있을지도 미지수다. 동일본에서는 개체수가 증가 경향에 있기 때문에 국내지역절멸에 처할 위험은 없다.
한반도에서는 전역에 흔한 텃새로서 존재한다. 한반도 개체군이 학명: Cyanopica cyanus koreensis (Yamashina, 1939) 라는 아종으로 분류되기도 했으나 폐지되고 본종에 합쳐졌다.

## 형태
전장 34 - 39 cm로 멧비둘기를 상회한다. 다만 그 중 꼬리깃이 20 - 23 cm를 차지하고, 꼬리를 제외한 몸집의 크기는 찌르레기 수준이다. 일본어 향명 尾長 오나가[*]는 “긴꼬리”라는 뜻이다.

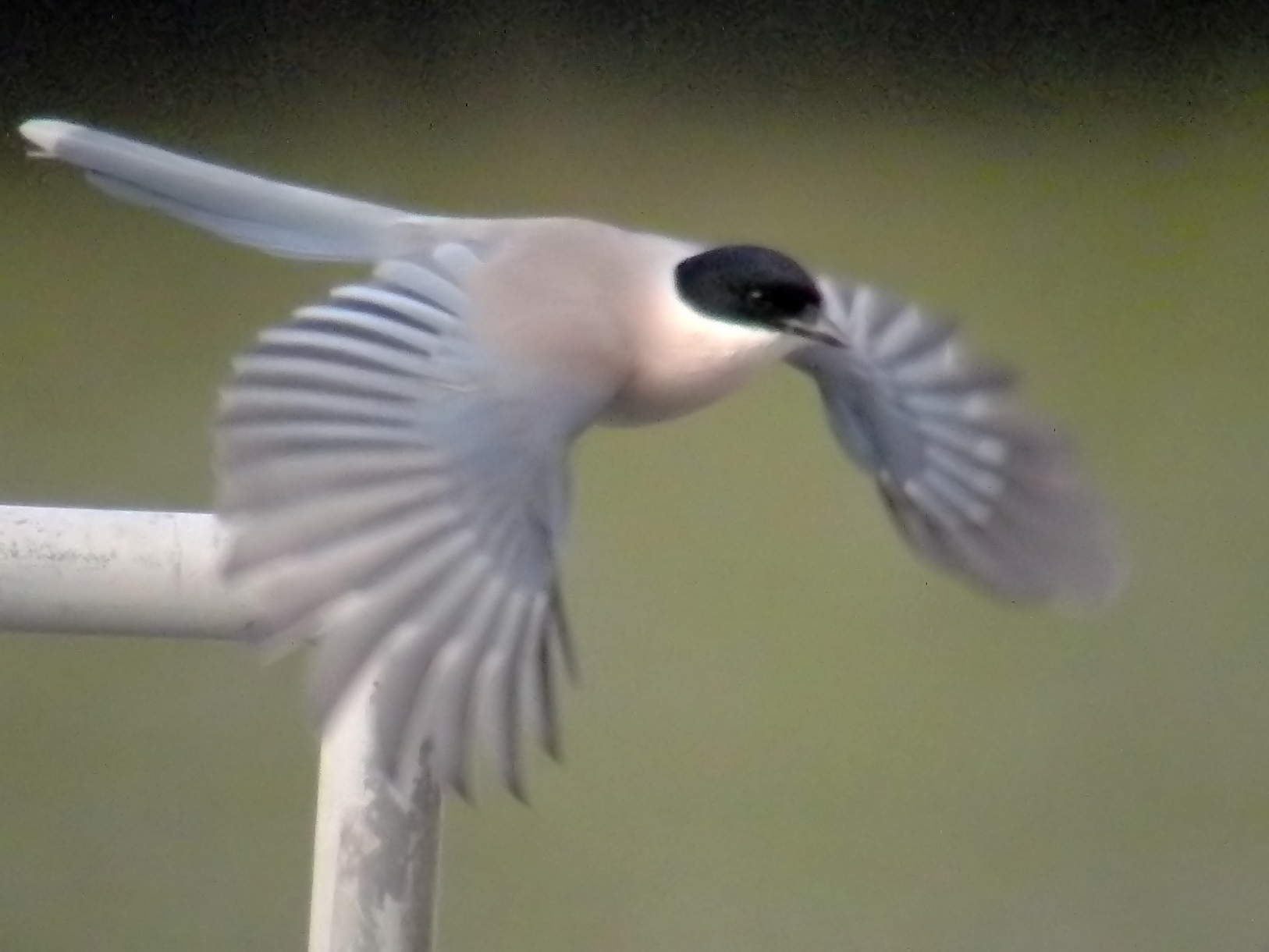
날개 끝의 검은 깃은 날개를 펼쳐야 드러난다.

검은색으로 보이는 머리깃은 사실 농밀한 감색이다. 목부터 뒤통수까지 등의 경계 부분은 흰색이고, 가슴과 배는 회색, 등은 짙은 회색이다. 배 깃털을 헤집으면 흑회색 층이 드러난다. 날개는 접은 상태에서는 강청색이고, 날개를 폈을 때 드러나는 부분은 검은색에 흰색 테두리가 있다.
꼬리깃은 2개씩 5뭉치가 나 있다. 꼬리 색은 날개와 같은 강청색이고, 가운데 뭉치의 깃털 2장이 가장 길게 삐죽하고 끝이 희다. 이베리아까치는 꼬리 끝의 이 흰점이 없다. 암수의 색상 차이는 없다.

## 생태

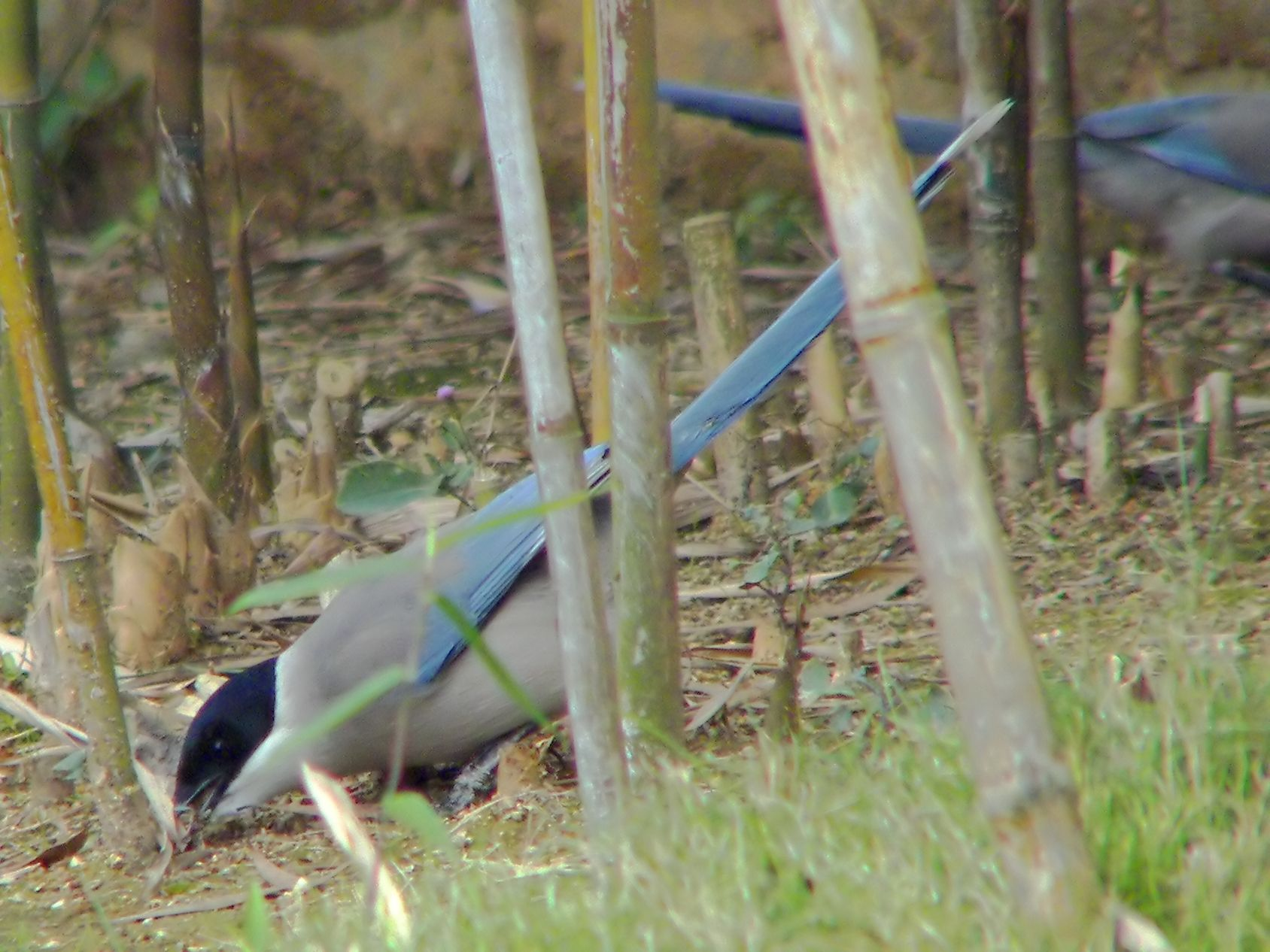
조릿대숲 바닥을 헤집는 물까치들(홍콩).

식성은 잡식이며, 곤충, 과실, 종자 등을 주워먹고 일부는 저장한다.
일부일처제이고, 인가에 인접한 수목의 나무 위에 마른가지 등으로 이용해 접시꼴의 둥지를 만들고 한 배에 6-9개의 알을 낳는다. 포란 기간은 17-20일이며 암컷이 포란한다. 새끼는 18일만에 이소한다. 물까치 둥지는 두견속 새들의 탁란처가 될 수 있다.

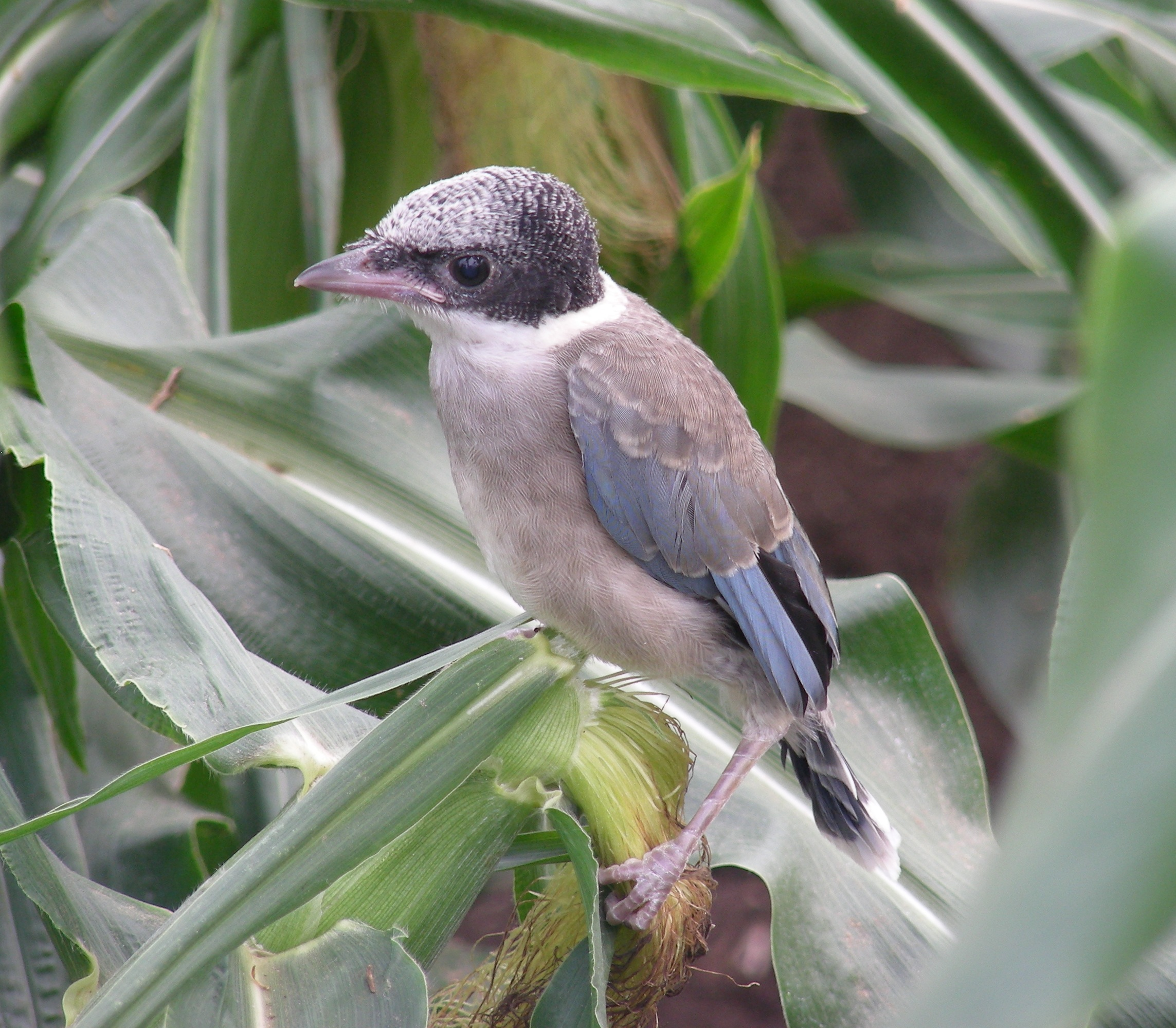
이소 직후의 어린 물까치. 털갈이가 끝나지 않았다(일본).

서식지는 평지에서 산기슭에 이르는 밝은 삼림이나 죽림을 선호한다. 삼림에 근접한 시가지에서도 흔히 볼 수 있다. 일부일처로 이루어진 가족들이 여럿 모여서 가족군을 만들어 생활하며, 특정한 범위를 가족군 전체의 텃세권으로 공유한다. 가족군의 크기는 클 경우 최대 70마리까지 보고된다.
항상 높은 곳에 있고자 하고, 큰 무리를 지어 행동하며, 동료들과 어울리면서 학습능력이 높다. 경계심이 강하고 적에 대한 의심공격(mobbing) 행동도 활발해서, 둥지가 습격당할 경우 가족군이 집단방어에 나선다. 전년도에 태어난 개체들이 이듬해 번식기에 지원행동을 한다는 보고가 있다.
울음소리는 “깨애액이 깨애액이 깨애액이”, “깨애애액 깩깩깩깩” 같은 더러운 소리로 크게 우는데 이것은 적에 대한 경계음성이다. 번식기에 자기들끼리는 “쮸이 쀼이 쮸루쮸루쮸루” 같은 귀여운 목소리로 우는 모습도 관찰된다.

## 인간과의 상호작용
번식기에 둥지 밑을 지나가는 인간을 적으로 생각하여 쫓아가서 쪼거나 몸통박치기로 때리는 사례가 보고된다.
일본 후쿠시마현 아사카와정, 사이타마현 사야마시, 도쿄도 기요세시・히가시쿠루메시・세타가야구, 치바현 가시와시, 카나가와현 야마토시의 상징새다.
조선 세종 시기에 편찬된 『향약집성방』에는 물까치(한국 한자: 勿乙可致 물을가치) 기름을 약재로 쓴다는 기록이 있다. 그런데 이것은 사실 돌고래의 일종인 상괭이에 관한 기록이며, 까마귀과의 조류 물까치와는 전혀 무관하다.